# Alignement austronésien
 (décembre 2012).
Si vous disposez d'ouvrages ou d'articles de référence ou si vous connaissez des sites web de qualité traitant du thème abordé ici, merci de compléter l'article en donnant les références utiles à sa vérifiabilité et en les liant à la section « Notes et références ».
Pour un article plus général, voir Structure d'actance.
L'alignement austronésien, également connu sous le nom de système de voix du type philippin ou austronésien, est un type inhabituel de structure d'actance qui combine des caractéristiques des langues ergatives et des langues accusatives. On le retrouve le plus souvent dans les langues des Philippines, mais également dans les langues formosanes à Taïwan, à Bornéo, à Célèbes du nord, à Madagascar, et à Guam ; il a été retrouvé par reconstruction dans la langue ancestrale proto-austronésienne. (Il ne reste que des traces de ce système dans d'autres langues austronésiennes, comme le malais et le javanais ancien.)

## Description
Alors que la plupart des langues ont deux voix qui sont employées pour suivre des référents dans le discours, une voix « active » transitive et une voix « passive » ou « antipassive » intransitive, les langues philippines prototypiques ont deux voix, toutes transitives. Une des voix est semblable en forme à la voix active des langues ergatives, et l'autre est semblable à la voix active des langues accusatives. Celles-ci remplissent des fonctions semblables aux voix active et passive/antipassive, respectivement, dans ces langues.
La voix philippine qui ressemble à une voix ergative a souvent été appelée la « voix passive » et celle qui ressemble à une voix accusative la « voix active ». Cependant, cette terminologie est erronée et est maintenant défavorisée, notamment parce que la prétendue « voix passive » est la voix principale dans les langues austronésiennes, et une véritable passive est une voix secondaire. Toutefois, aucun remplacement n'est largement accepté. Parmi les termes les plus courants qui ont été proposés pour ces voix sont « patient déclencheur » (pour la voix qui ressemble à une ergative) et « agent déclencheur » (pour la voix qui ressemble à une accusative), qui seront utilisés ici. Ces expressions sont dérivées des termes 'agent' et 'patient', tels qu’ils sont utilisés en sémantique pour désigner les arguments, dans une proposition transitive, qui correspondent respectivement à celui qui agit et celui sur qui on agit.
Les trois types de systèmes de voix et les cas grammaticaux de leurs arguments fondamentaux peuvent être contrastés comme suit :
| Alignement morphologique                                     | Cas de la proposition intransitive de base           | Cas de la proposition transitive de base | Cas de la voix secondaire |
| ------------------------------------------------------------ | ---------------------------------------------------- | ---------------------------------------- | ------------------------- |
| Accusatif (comme dans la plupart des langues européennes)    | nominatif (agent)                                    | Voix active                              | Voix passive              |
| Accusatif (comme dans la plupart des langues européennes)    | nominatif (agent)                                    | nominatif (agent)                        | nominatif (patient)       |
| Accusatif (comme dans la plupart des langues européennes)    | nominatif (agent)                                    | accusatif (patient)                      | nominatif (patient)       |
| Ergatif (comme dans la plupart des langues australiennes)    | absolutive (patient)                                 | Voix active                              | Voix antipassive          |
| Ergatif (comme dans la plupart des langues australiennes)    | absolutive (patient)                                 | absolutif (patient)                      | absolutif (agent)         |
| Ergatif (comme dans la plupart des langues australiennes)    | absolutive (patient)                                 | ergatif (agent)                          | absolutif (agent)         |
| Austronésien (comme dans la plupart des langues philippines) | « direct » (le cas commun aux deux voix transitives) | patient déclencheur                      | agent déclencheur         |
| Austronésien (comme dans la plupart des langues philippines) | « direct » (le cas commun aux deux voix transitives) | « direct » (patient)                     | « direct » (agent)        |
| Austronésien (comme dans la plupart des langues philippines) | « direct » (le cas commun aux deux voix transitives) | ergatif (agent)                          | accusatif (patient)       |

Les cas philippins ne sont que des équivalents approximatifs de leurs homonymes dans d’autres langues, et leurs noms sont donc placés entre guillemets. (Le mot « direct », tel qu’il est employé ici, est plus souvent appelé le « nominatif » ou l’« absolutif », par exemple.) Le cas « ergatif » ressemble en forme au génitif philippin, mais dans les langues ergatives, le cas ergatif prend plus généralement la forme d’un cas oblique, comme le génitif ou le locatif.
Lynch et al. (2002, p. 59) illustrent le système philippin avec des exemples reconstruits (marqués par des astérisques) du proto-malayo-polynésien. L’ordre non marqué des constituants était comme suit : le verbe était en premier et le syntagme « direct » en dernier. La voix était indiquée par un affixe verbal (le suffixe -ən étant la marque du patient déclencheur et l’infixe ⟨um⟩ étant celle de l’agent déclencheur). Dans les langues philippines modernes, l’effet concret de cette distinction entre les voix est comme celle de la distinction entre un et le (entre les articles indéfini et défini) en français, et l’on suppose que ces deux voix jouaient un rôle similaire dans la proto-langue.
| * ka’ən-ən                   |  | na        |  | manuk  |  | a        |  | wai    |
| manger-(patient déclencheur) |  | (ergatif) |  | poulet |  | (direct) |  | mangue |
« Le poulet mange la mangue », ou « La mangue est mangée par le poulet »
| * k⟨'um⟩a’ən                |  | ta          |  | wai    |  | a        |  | manuk  |
| ⟨(agent déclencheur)⟩manger |  | (accusatif) |  | mangue |  | (direct) |  | poulet |
« Le poulet mange une mangue. »
Certains chercheurs soutiennent que les langues philippines ont quatre voix, au lieu de deux. À part les deux montrées ci-dessus, il y avait aussi des voix locative et bénéfactive. Cependant, ces deux voix ne jouent pas un rôle aussi centrale que les deux autres. Voici une illustration de la voix locative, le suffixe verbal indiquant que le nom qui porte une marque du cas direct est le lieu de l’action, plutôt qu’un des participants :
| * ka’ən-an                |  | na        |  | manuk  |  | a        |  | kahiw |
| manger-(lieu déclencheur) |  | (ergatif) |  | poulet |  | (direct) |  | arbre |
« Le poulet mange dans l'arbre », littéralement « L'arbre est mangé dedans par le poulet »

## En tagalog
Un système assez semblable se trouve dans le tagalog, la langue la plus minutieusement documentée de ce type. En tagalog, les cas ergatif et accusatif sont fusionnés en un seul cas indirect, par opposition au cas direct. (Ng est une abréviation de la particule nang qui marque le cas indirect sur des noms communs.) Notez que la base verbale est basa « lire ».
| b⟨in⟩asa                         |  | ng         |  | tao      |  | ang      |  | aklat. |
| ⟨(past:patient déclencheur)⟩lire |  | (indirect) |  | personne |  | (direct) |  | livre  |
Le livre a été lu par une personne.
| b⟨um⟩asa                       |  | ng         |  | aklat |  | ang      |  | tao.     |
| ⟨(past:agent déclencheur)⟩lire |  | (indirect) |  | lire  |  | (direct) |  | personne |
La personne a lu un livre.
Il existe plusieurs points de vue sur la nature du système de focalisation en tagalog:
- L’un propose que la focalisation en tagalog se fait par le biais de la voix grammaticale. L’on propose, ensuite, les quatre voix suivantes pour le tagalog :

1. Voix active
2. Voix passive (ou passive directe)
3. Voix locative
4. Voix instrumentale / bénéfactive

- Un autre propose que la focalisation en tagalog se fait par le biais du marquage des cas. Par exemple, ang s’emploie quand le groupe prépositionnel est focalisé, tandis que sa est utilisé quand le groupe prépositionnel ne l’est pas. Dans l’exemple ci-dessous, la base verbale est bilí « acheter ».

| b⟨in⟩il-hán                                           |  | ng         |  | tao      |  | ng         |  | aklat |  | ang      |  | tindahan. |
| ⟨(past:patient déclencheur)⟩acheter-(suffixe locatif) |  | (indirect) |  | personne |  | (indirect) |  | livre |  | (direct) |  | magasin   |
Le livre a été acheté par la personne au magasin. (Magasin est le focus.)
| b⟨um⟩ilí                          |  | ang      |  | tao      |  | ng         |  | aklat |  | sa            |  | tindahan. |
| ⟨(past:agent déclencheur)⟩acheter |  | (direct) |  | personne |  | (indirect) |  | livre |  | (préposition) |  | magasin   |
La personne a acheté le livre au magasin. (Personne est le focus.)